# Valence-d’Albigeois
Valence-d’Albigeois település Franciaországban, Tarn megyében. Lakosainak száma 1276 fő (2022. január 1.). Valence-d’Albigeois Andouque, Faussergues, Padiès, Saint-Cirgue, Saint-Julien-Gaulène és Saint-Michel-Labadié községekkel határos.

## Népesség
A település népessége az elmúlt években az alábbi módon változott:
| Lakosok száma | 1311 | 1317 | 1353 | 1316 | 1308 | 1299 | 1295 | 1285 | 1276 |
|               | 2013 | 2015 | 2016 | 2017 | 2018 | 2019 | 2020 | 2021 | 2022 |